# عباس أباد (قنبد قابوس)
عباس أباد (بالفارسية: عباس‌آباد) هي قرية تقع في غلستان في إيران. يقدر عدد سكانها بـ 150 نسمة .